# Ada Lovelace (microarquitectura)

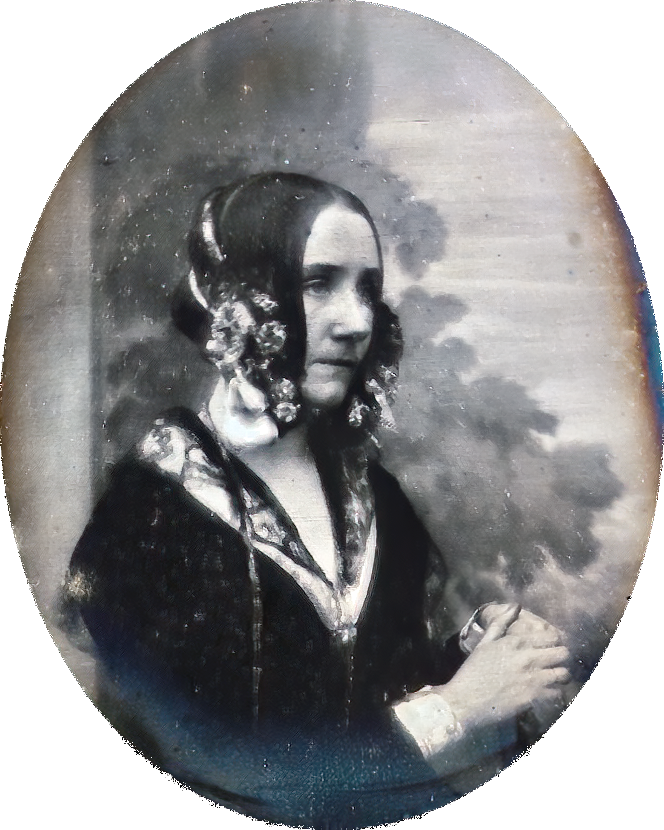
Daguerreotip d'Ada Lovelace, epònim de l'arquitectura

Ada Lovelace, també anomenada simplement Lovelace, és el nom en clau d'una microarquitectura d'unitat de processament gràfic (GPU) desenvolupada per Nvidia com a successora de l'arquitectura Ampere, anunciada oficialment el 20 de setembre de 2022. Porta el nom de la matemàtica anglesa Ada Lovelace que sovint es considera la primera programadora d'ordinadors i és la primera arquitectura que inclou tant el nom com el cognom. Nvidia va anunciar l'arquitectura juntament amb les noves GPU de consum de la sèrie GeForce 40 i la targeta gràfica d'estació de treball RTX 6000 Ada Generation pro. Es va revelar que les noves GPU utilitzen el nou procés "4N" de 5 nm de TSMC que ofereix una major eficiència respecte als processos anteriors de Samsung 8 nm i TSMC N7 utilitzats per Nvidia per a la seva arquitectura Ampere d'última generació.

## Rerefons
L'arquitectura Ada Lovelace segueix l'arquitectura Ampere que es va llançar el 2020. L'arquitectura Ada Lovelace va ser anunciada pel CEO de Nvidia, Jensen Huang, durant una conferència magistral de GTC 2022 el 20 de setembre de 2022 amb l'arquitectura que alimenta les GPU de Nvidia per a jocs, estacions de treball i centres de dades.

## Detalls arquitectònics
Les millores arquitectòniques de l'arquitectura d'Ada Lovelace inclouen les següents:
- Capacitat de càlcul CUDA 8.9
- TSMC 4N procés (dissenyat a mida per a NVIDIA): no s'ha de confondre amb el node N4 normal de TSMC.
- Nuclis Tensor de 4a generació amb FP8, FP16, bfloat16, TensorFloat-32 (TF32) i acceleració de dispersió.
- Nuclis de traçat de raigs de 3a generació, a més de traçat de raigs i ombrejat i càlcul simultanis.
- Reordenació de l'execució de shader (SER).
- Codificador/descodificador de vídeo Nvidia (NVENC/NVDEC) amb codificació de maquinari de funció fixa AV1 de 8K 10 bits 60FPS.
- Sense suport NVLink.

## Multiprocessadors de transmissió (SM)

### Velocitats de rellotge
|               | RTX 2080 Ti | RTX 3090 Ti | RTX 4090     |
| ------------- | ----------- | ----------- | ------------ |
| Arquitectura  | Turing      | Ampere      | Ada Lovelace |
| Rellotge base | 1350        | 1560        | 2235         |
| Rellotge base | 1635        | 1860        | 2520         |

### Subsistema de memòria cau i memòria cau
|               | RTX 2080 Ti             | RTX 3090 Ti             | RTX 4090              |
| ------------- | ----------------------- | ----------------------- | --------------------- |
| Architecture  | Turing                  | Ampere                  | Ada Lovelace          |
| L1 Data Cache | 6.375 MB (96 KB per SM) | 10.5 MB (128 KB per SM) | 16 MB (128 KB per SM) |
| L2 Cache      | 5.5 MB                  | 6 MB                    | 72 MB                 |

### Comparació dels xips d'Ada Lovelace
| Xip                                           | AD102          | AD103          | AD104          | AD106          | AD107          |
| --------------------------------------------- | -------------- | -------------- | -------------- | -------------- | -------------- |
| Mida de la matriu                             | 609 mm 2       | 379 mm 2       | 294 mm 2       | 188 mm 2       | 159 mm 2       |
| Transistors                                   | 76.3B          | 45,9B          | 35,8B          | 22.9B          | 18.9B          |
| Densitat de transistors                       | 125,3 MTr/mm 2 | 121,1 MTr/mm 2 | 121,8 MTr/mm 2 | 121,8 MTr/mm 2 | 118,9 MTr/mm 2 |
| Processament gràfic clústers (GPC)            | 12             | 7              | 5              | 3              | 2              |
| Transmissió en directe multiprocessadors (SM) | 144            | 80             | 60             | 36             | 24             |
| Nuclis CUDA                                   | 18432          | 10240          | 7680           | 4608           | 3072           |
| Unitats de mapeig de textures                 | 576            | 320            | 240            | 144            | 96             |
| Renderitzar unitats de sortida                | 192            | 112            | 80             | 64             | 32             |
| Nuclis tensors                                | 576            | 320            | 240            | 144            | 96             |
| Nuclis RT                                     | 144            | 80             | 60             | 36             | 24             |
| memòria cau L1                                | 18 MB          | 10 MB          | 7.5 MB         | 4.5 MB         | 3 MB           |
| memòria cau L1                                | 128 KB per SM  |                |                |                |                |
| memòria cau L2                                | 96 MB          | 64 MB          | 48 MB          | 32 MB          | 32 MB          |